# 66. sydlige breddekreds
Den 66. sydlige breddekreds (eller 66 grader sydlig bredde) er en breddekreds, der ligger 66 grader syd for ækvator. Den løber gennem Sydlige Ishav og Antarktis.